# Carso Sauvignon
Il Carso Sauvignon è un vino DOC la cui produzione è consentita nelle province di Gorizia e Trieste.

## Caratteristiche organolettiche
- colore: paglierino più o meno intenso
- odore: delicato, caratteristico
- sapore: asciutto, fresco, armonico

## Produzione
Provincia, stagione, volume in ettolitri
- Gorizia  (1996/97)  175,0
- Trieste  (1996/97)  65,0